# Рајан Сикрест
Рајан Џон Сикрест (енгл. Ryan Seacrest; Данвуди, 24. децембар 1974) је америчка медијска личност, радио и телевизијски водитељ. Домаћин је радио емисије под називом "Уживо са Рајаном Сикрестом" (енгл. On Air with Ryan Seacrest). На телевизији води емисије Е! Вести (енгл. E! News) и Амерички идол (енгл. American Idol).